# Parti radical-socialiste Camille Pelletan
Die Parti radical-socialiste Camille Pelletan (kurz PRS-CP) war eine linksliberale Kleinpartei in den letzten Jahren der französischen Dritten Republik.
Die Parti Radical – Socialiste Camille Pelletan wurde 1934 nach dem Bruch des Bündnisses zwischen der Parti Radical und der SFIO von Anhängern des linken Flügels der Radikalen Partei gegründet. Ihr Ziel war, als Brücke zwischen den Radikalen und den Sozialisten zu fungieren. Allerdings konnten sie sich nicht durchsetzen. Der vor dem Ersten Weltkrieg gestorbene Fraktionschef Camille Pelletan war ihr Modell als Hauptvertreter der damaligen Parteilinken und Architekt des Blocks der Linken unter Émile Combes.
1936 nahm die PRS-CP, die bei den Parlamentswahlen 3 Mandate errungen hatte, an der Front populaire teil. Die PRS-CP verschwand mit dem Zusammenbruch der Dritten Republik.